# منظمة بنغلاديش ماهيلا باريشاد
تأسست منظمة بنغلاديش ماهيلا باريشاد (مجلس المرأة في بنغلاديش) في 4 أبريل 1970، وهي منظمة لحقوق المرأة. سُجلت بنغلاديش ماهيلا باريشاد بموجب قانون المجتمع عام 1976، في بنغلاديش الحرة، بعد حرب التحرير. وهي مدعومة من النرويج.